# 横浜市交通局300型電車
横浜市交通局300型電車（よこはましこうつうきょく300がたでんしゃ）は、かつて横浜市交通局が所有していた路面電車である横浜市電の電車。

## 概要
1924年〜1927年に5次に渡って製造された4輪単車で初のドア式の密閉車体を持つ低床車でもある。1924年に300〜309が局工場で新製された。25年には東京瓦斯電気で310〜329が登場するが、設計変更が多いので翌年に400型に改番された。またこの年には300〜309と同一仕様の330〜339が、さらに日本車輌東京支店でこちらと機器の一部を変更した340〜364も東京瓦斯電気で増備された。また1927年には田中車輌で365〜380が増備され300型は合計60両の世帯になる。

## 運用
1933年に5両が廃車され、1937年には常用電気制動試験車に改造された335も廃車となった1942年には一部の車両がモーターを改造されている。さらに第二次世界大戦後は戦災とそれに伴う休車で数10両が廃車となった。そのうち5両は700型の、10両は800型の種車となった。
その後も廃車を重ね1952年形式消滅。消滅時期が早かったこともあり保存はなく現存しない。